# I and I
I and I – piosenka skomponowana przez Boba Dylana, nagrana przez niego w kwietniu 1983 r., wydana na albumie Infidels w listopadzie 1983 r.

## Historia i charakter utworu
Utwór ten został nagrany w studiu A Power Plant w Nowym Jorku 27 kwietnia 1983 r. Była to piętnasta sesja nagraniowa tego albumu. Producentem sesji byli Mark Knopfler i Bob Dylan.
Piosenka ta zawiera elementy kabały, rastafarianizmu, starotestamentowe, nowotestamentowe wraz ze sporą domieszką wysokiej oceny siebie samego. Dzięki tym ostatnim elementom, ujawnia mimochodem trochę szczegółów z jego kreatywnego i osobistego życia. Piosenka rozgrywa się w środku nocy, gdy narrator nie mogąc zasnąć u boku kochanki, wychodzi na spacer w poszukiwaniu siebie i jego muzy.
Tim Riley w swojej książce nazywa "I and I" wyróżniającą się piosenką z albumu Infidels. W 1983 r. Dylan był głęboko w osobistym odkrywaniu jego żydowskich korzeni. Dlatego też album ten ma tyle odniesień do Starego Testamentu (łącznie z fotografią, gdy dotyka on ziemi w pobliżu Starego Miasta w Jerozolimie). Np. odbicie pasażu z Księgi Koheleta 9:11 znaleźć można w słowach Dylana "Took an untrodden path once, where the swift don’t win the race/It goes to the worthy, who can divide the word of truth".
Jeśli chodzi o wpływy rastafariańskie, to Dylan wspomniał, iż piosenka została napisana podczas pobytu na Karaibach. To tłumaczy bardzo subtelny rytm reggae, który napędza piosenkę, oraz np. użycie rastafariańskiego terminu "I and I", który w zasadzie znaczy "Pan (Bóg) i ja", i przypomina, iż wierzący nigdy nie jest sam. Rastafarianizm ma wiele zapożyczeń z Biblii, więc wspólnych elementów w tej piosence jest więcej. Trzeba także zrozumieć to, że Dylan żydowskie korzenie znajdywał w tym okresie w dość ortodoksyjnym strumieniu wiary. Dlatego fragment refrenu "I and I/One says to the other, no man sees my face and lives" ma proste odniesienie do Księgi Wyjścia 33:20, gdy Bóg zwraca się do Mojżesza "Nie będziesz mógł oglądać mojego oblicza, gdyż żaden człowiek nie może oglądać mojego oblicza i pozostać przy życiu".
Dylan włączył piosenkę do repertuaru koncertowego w 1984 r. i od tej pory ją na koncertach wykonuje.

## Muzycy
- Bob Dylan – wokal, harmonijka, keyboard, gitara
- Mark Knopfler – gitara
- Mick Taylor – gitara
- Alan Clark – instrumenty klawiszowe
- Robbie Shakespeare – gitara basowa
- Sly Dunbar – perkusja

## Dyskografia
Albumy
- Infidels (1983)
- Real Live' (1985)

## Wykonania piosenki przez innych artystów
- The Zimmermen - The Dungeon Tapes (1996)
- Michel Montecrossa - Born in Time (2000)
- Steven Keene na albumie różnych wykonawców May Your Song Always Be Sung: The Songs of Bob Dylan, Volume 3 (2003)